# エリアノ・ラインデルス
- エリアーノ・ラインデルス
- エリアノ・ラインダース

エリアノ・ヨハネス・ラインデルス（Eliano Johannes Reijnders、2000年10月23日 - ）は、フィンランド・タンペレ出身のインドネシア系オランダ人サッカー選手。PECズヴォレ所属。ポジションはFWまたはMF。

## クラブ経歴
父マルティンがFCハカでプレーしていた2000年に当地で生まれた。
2016年からPECズヴォレの下部組織に在籍。2018年3月30日、PECズヴォレと自身初のプロ契約を結び、10月21日のフェイエノールト戦でトップチームでの初ベンチ入りを果たした。
2020年9月12日、エールディヴィジのフェイエノールト戦でトップチームデビュー。

## 代表経歴
2024年9月30日にインドネシア国籍を取得し、2026 FIFAワールドカップ予選のメンバーに招集された。

## 人物
マンチェスターシティに所属するタイアニ・ラインデルスは実兄。父親のマルティンは1990年代にPECズヴォレでプレーしたプロサッカー選手であり、母親はインドネシア人。